# Бруслинівське буровугільне родовище
Бруслинівське буровугільне родовище розташоване між селами Бруслинів Літинського, Кам'яногірка і Гущенці Калинівського району. Пласти бурого вугілля залягають на глибині від 20 до 76 м. Їх потужність від часток метра до 6 м і більше. Часто пласти розділені на кілька шарів. Залягання пластів — горизонтальне. Вугілля перекрите піщано-глинистими породами. Середня потужність пласта в контурі підрахунку запасів — 3,7 м. Середня глибина залягання — 41 м. Розвідані по категорії С1 балансові запаси родовища (враховувалися тільки пласти потужністю понад 1,0 м) — понад 16 млн тонн.
Бруслинівське буровугільне родовище належить до відомого Дніпровського буровугільного басейну і розташоване на його північно-західній околиці.